# Édouard Lalo

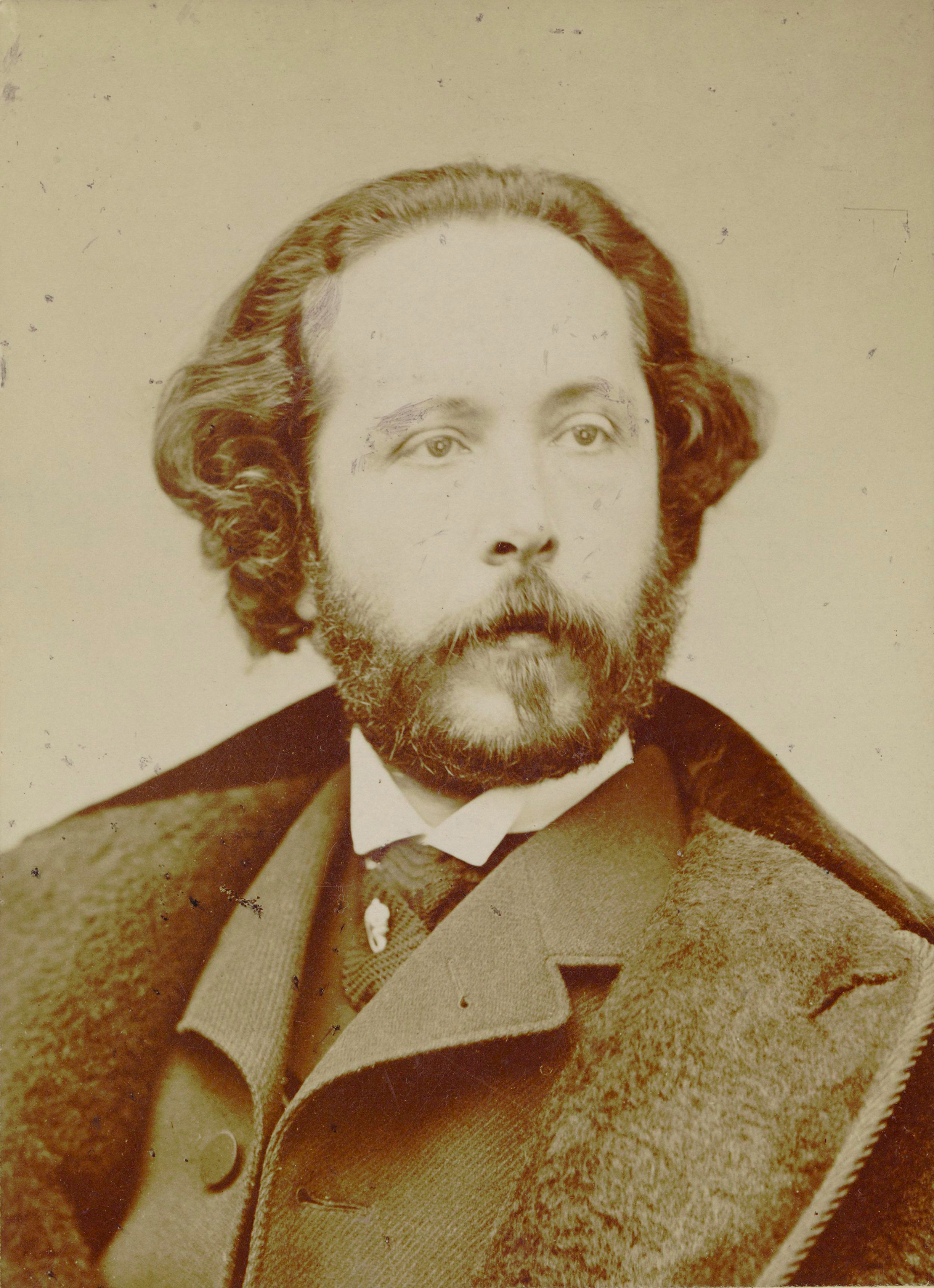
Édouard Lalo
(1823-1892)

Édouard Victor Antoine Lalo (n. 27 ianuarie 1823, Lille, Franța – d. 23 aprilie 1892, Paris, Île-de-France, Franța) a fost un compozitor francez de origine spaniolă.
A studiat, cu începere din anul 1833, la Conservatorul din Lille, vioara, violoncelul și compoziția. În 1839 se mută la Paris. 
Creația sa a cuprins opere, simfonii, concerte pentru vioară și violoncel. 
Edouard Lalo era cunoscut în epocă mai mult ca violonist. Compune mai mult pentru instrumentul al cărui interpret este: concerte pentru vioară și orchestră, simfonia spaniolă și fantezii instrumentale, dar și melodii pentru voce și pian, chiar și opere. Totodată, mai scrie pentru vioară și un concert rus. Celebru este și concertul pentru violoncel, cu o melodică de tip spaniol.
Este înmormântat la Paris, în cimitirul Père Lachaise.

## Creații
- Instrumentale
  - Simfonie (1886)
  - Divertissement (1869)
  - Concert pentru pian și orchestră (1888)
  - Concert pentru vioară și orchestră nr.1 op.20 (1873)
  - Concert pentru vioară și orchestră nr.2 op.21 Symphonie espagnole (1873/74)
  - Concert pentru vioară și orchestră nr.3 Fantaisie norvégienne (1878)
  - Concert pentru vioară și orchestră nr.4 op.29 Concerto russe (1879)
  - Concert pentru violoncel și orchestră (1877)
- Piese pentru scenă și alte piese vocale
  - Fiesque, operă (1866-68)
  - Le Roi d'Ys, operă (1875-87)
  - La Jacquerie, operă (1889, neterminată)
  - Namouna, balet (1881/82)
  - Néron, pantomină (1891)
  - 23 Lieduri
- Muzică de cameră
  - Fantaisie originale pentru pian și vioară op. 1 (cca. 1848)
  - Allegro maestoso pentru pian și vioară op. 2 (cca. 1848)
  - Deux impromptus (Espérance, Insouciance) pentru pian și vioară op. 4 (cca. 1848)
  - Arlequin, esquisse caractéristique pentru vioară sau violoncel și pian (cca. 1848)
  - Trio pentru pian nr. 1 op. 7 (cca. 1850)
  - Impromptus (Pastorale, Scherzo alla Pulcinella) pentru vioară și pian op. 8 (cca. 1850)
  - Trio pentru pian nr. 2 (1852)
  - Sonată pentru pian și vioară op. 12 (1853)
  - Deux pièces (Chanson villageoise, Serenade) pentru violoncel și pian op. 14 (1854)
  - Allegro pentru violoncel și pian op. 16 (1856)
  - Soirées parisiennes pentru vioară și pian op. 18 (1850) (împreună cu C. Wehle)
  - Sonată pentru viloncel și pian (1856)
  - Cvartet de coarde op. 19 (1859) [1880 prelucrat ca și op. 45]
  - Trio pentru pian nr. 3 op. 26 (1880)
  - Guitare pentru vioară și pian op. 28 (1882)
  - Cvartet de coarde op. 45 (1880) (Prima variantă în 1859 ca și op. 19) akali best champion